# السودا (طرطوس)
السودا بلدة ومركز ناحية السودا تقع ضمن منطقة طرطوس في محافظة طرطوس في الجمهورية العربية السورية، إلى الشمال الشرقي من مدينة طرطوس، وعلى بعد حوالي 15 كيلومترًا منها. كما انها تحوي ع سوق قديم مقصود من جميع مناطق قريبه قديما وبنهايه كنيسه قديمه (( تدعى رقاد السيده العذراء)) غنية بالحجارة السوداء التي أعطتها اسمها وقد تم بحجارتها بناء شارع الشانزلزيه في باريس من حجارتها حيث حدث ذلك أيام الاحتلال الفرنسي لسورية. 

## تاريخ البلدة
يعود بناء السودا إلى حوالي ثلاثة قرون مضت. حيث وفد أهلها من مناطق متعددة، وخاصة من سوريا ولبنان، فعاش الجميع معا بمحبة وألفة وسلام. لا يعرف أهل السودا من سكن قبلهم فيها.
يبلغ عدد سكانها حوالي 1500 نسمة وفقًا للتعداد السكاني الأخير لعام 2004 م ويتضاعف العدد في الصيف مع قدوم المغتربين.

## جغرافية البلدة
تمتد بلدة السودا على سفح جبل مطل على الجهات الأربع وهي ذات مناظر ساحرة وطبيعة جميلة، تطل على البحر من الغرب وعلى الجبال من الشرق. تجاورها مجموعة من القرى التابعة لها إداريًا مثل قرية رأس الكتان من الشرق، وقرية عورو من الجنوب، وقرية البريج من الجنوب الغربي باتجاه مدينة طرطوس، وقرية بعشتر من الشمال الغربي باتجاه مدينة طرطوس، ومن الشمال تجاورها قرية زمرين.
وتشكل ة الخدمات.
من القرى والبلدات التي تتبع إداريا لناحية السودا قريتي العنازة ومتن الساحل وبلدتي بحنين وحصين البحر.